# Túnel de la muerte de Usera

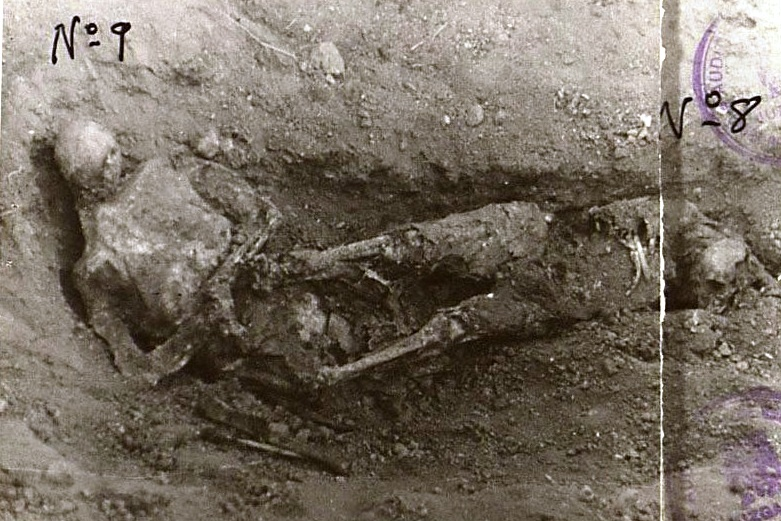
Cadáveres encontrados en Usera en 1939 y atribuidos al llamado Túnel de la muerte de Usera.

El túnel de la muerte de Usera fue el escenario en el que tuvieron lugar varios casos reales, pero poco estudiados por la historiografía, de desaparición forzada y asesinato de al menos 70 personas en Madrid, en la zona republicana, durante la guerra civil española. Los cuerpos fueron localizados en 1939, con la entrada de las tropas sublevadas en la ciudad, enterrados en una fosa común ubicada tras las líneas del Ejército Popular Republicano, en el frente de guerra que quedó establecido en el barrio de Usera, después de los inicios de la batalla de Madrid a finales de 1936. Actualmente los restos reposan sepultados en la cripta del Colegio Nuestra Señora de la Providencia de las religiosas teatinas, construido en los años 1940 en este mismo barrio.
Durante la posguerra, el episodio fue investigado por las autoridades franquistas en el marco del extenso proceso denominado Causa General abierto en 1940, que instruyó un capítulo particular denominado de los «Crímenes del Túnel de la Muerte», en el que se incluyen fotos de las zonas con los muertos exhumados.
Las pesquisas de los forenses con la ayuda de familiares, permitieron identificar 36 de los 67 cadáveres hallados con signos de violencia, considerando que su deceso aconteció entre finales de octubre y noviembre de 1937. La Causa General concluye una versión de las circunstancias de los asesinatos, que imputa directamente la responsabilidad de las ejecuciones y del robo de los bienes de las víctimas, a los mandos de la 36.ª Brigada Mixta (BM), unidad que por entonces guarnecía el sector del frente de Usera, y a los organismos comunistas de Madrid.
En abril de 1964, una operación de  la Policía Nacional, entonces denominada Policía Armada, llevó a la detención, junto con otros dirigentes y militantes del partido comunista, de Justo López de la Fuente, oficial al mando de la 36.ª BM en el momento de los asesinatos, que según Hugh Thomas, sería procesado por estos hechos. Este proceso fue escasamente difundido por los medios de comunicación de entonces, pero provocó numerosas protestas públicas en el extranjero e incluso la petición de testificación de algunos líderes como Dolores Ibárruri, resolviendo para López de la Fuente su condena a una pena de prisión en lugar de muerte, falleciendo encarcelado en 1967.

## Contexto: Madrid, frente de guerra y clandestinidad en la retaguardia
El fracaso de la sublevación militar de julio de 1936 en Madrid y el subsiguiente colapso gubernamental favorecieron en los primeros meses de guerra una situación revolucionaria de fuerte hostilidad hacia la parte de la población considerada partidaria o cercana al bando sublevado que, manifestada en forma de abusos y violencia indiscriminada por parte de las milicias armadas de diferentes partidos y organizaciones, resultó en numerosos asesinatos y ejecuciones, provocando un clima de terror que forzó a la clandestinidad a miles de ciudadanos.
Sin embargo, fueron también muchos los que desde esta «ciudad clandestina» apoyaron activamente las operaciones del bando sublevado mediante acciones de sabotaje y de espionaje que se acentuaron con las noticias del avance hacia la capital de sus fuerzas y que fueron amplificadas por la propaganda de ambos contendientes bajo la célebre denominación de la «Quinta columna».
El resultado de los enfrentamientos por el control de la capital en noviembre de 1936, resueltos en favor del bando republicano, permitieron restablecer progresivamente el ejercicio de los poderes públicos y su autoridad sobre las facciones más radicales desde principios de 1937, aunque el equilibrio de las fuerzas combatientes llevó al establecimiento de una línea de frente de guerra permanente en los barrios de la ciudad próximos a la ribera del río Manzanares que duraría hasta el final de la contienda.
Desde este frente, los sublevados buscaron minar la resistencia republicana mediante fuego constante de artillería y bombardeos aéreos indiscriminados que tuvieron como efecto aumentar el sufrimiento de la población civil y la exasperación del Gobierno hacia las actividades quintacolumnistas, para cuya represión se dispuso del Servicio de Inteligencia Militar y Contraespionaje (SIM) desde 1937. Entre estas actividades, causaron una atmósfera de especial escándalo aquellas que contaban con la cobertura, atribuida por los medios de comunicación y la opinión pública, de algunas de las embajadas y legaciones diplomáticas, aprovechando la ingente labor humanitaria en aplicación del derecho de asilo que sin embargo la mayor parte de ellas desarrollaba, y en la cual acontecieron varios de los capítulos más graves de violencia indiscriminada y desapariciones desde el final del terror revolucionario.

### El frente de guerra en Usera
En vísperas de la Guerra Civil, el barrio de Usera, al Sur de Madrid, había prácticamente alcanzado toda su extensión a lo largo del eje Este-Oeste próximo a la margen derecha del río Manzanares. Creado durante las décadas de 1920 y 1930 por la empresa urbanística del coronel Marcelo Usera, casado con la propietaria de una gran parte de los terrenos entre el río y el por entonces municipio de Villaverde, el nomenclátor de 1930 registraba una población de 2103 habitantes, la mayor parte de los cuales eran obreros y pequeños artesanos, y 648 edificios, repartidos entre viviendas modestas y diversas instalaciones industriales establecidas hacia el este, aprovechando la proximidad de la línea férrea hacia La Mancha y Andalucía y de la carretera a San Martín de la Vega. Durante la Segunda República Española el gobierno municipal, a iniciativa de Máximo Carazo, emprendió una serie de actuaciones para la creación de infraestructuras, como alcantarillado y empedrado de calles, y servicios básicos, con el suministro de agua y electricidad y particularmente, el transporte que quedó asegurado por la línea de tranvía Usera-Legazpi-Plaza de Cibeles y la de autobús con la calle de Toledo.
En la batalla de Madrid, iniciada en noviembre de 1936, la línea del frente vino a constituirse en el corazón mismo del barrio, en el emplazamiento elevado de la llamada colonia del Zofío, a unos centenares de metros del río, quedando luego estabilizada por ambos bandos mediante la construcción de trincheras y fortificaciones en los edificios, la mayoría de los cuales quedarían derruidos tras los tres años de asedio.
El que durante la posguerra sería denominado como Túnel de la Muerte surgió en este escenario, en la proximidad de la entonces calle del Mercado, como una vía de paso entre las líneas de combate, donde se localizaron enterrados en unas fosas comunes los cadáveres de 67 personas con signos de haber sido ejecutados por arma de fuego o por asfixia.
Durante las labores de reconstrucción del barrio en los años 1940 y 1950 dentro del programa de «Regiones Devastadas», la frecuencia con que se fueron hallando cadáveres entre los escombros llevó a conocer popularmente el barrio de Usera como el de los «Campos de calaveras».

### La 36.ª Brigada Mixta
El 1 de enero de 1937 quedó constituida la 36.ª Brigada Mixta (BM), que encuadrada en la 4.ª División del I Cuerpo de Ejército, estuvo destinada a la defensa de la línea del frente establecida en el sector de la entonces barriada de Usera-Villaverde. Las fuerzas de la 36.ª Brigada se repartían entre los regimientos 141.º a 144.º, bajo el mando del mayor de milicias Justo López de la Fuente, veterano del «Batallón de Acero» del Quinto Regimiento, del oficial de milicias Pinedo y del comisario Ricardo López Pereda que más adelante serían relevados por el capitán de milicias Ramón Sánchez López y el comisario político del PCE Eladio López Poveda.
Pocas semanas después, la 36.ª BM entraba en combate en este sector donde la lucha se mantuvo activa durante la primavera y verano de 1937, con asaltos intermitentes del bando sublevado que lograrían tomar algunas posiciones hasta su desalojo el 28 de septiembre. En junio de 1938 la BM abandonó el frente de la capital al ser asignada al XX Cuerpo de Ejército que se trasladó al frente de Levante, al sur del Ebro, donde permaneció en el sector de Castellón de la Plana hasta el final de la guerra.

### El problema de las embajadas
Hacia finales de 1936 el recelo de las autoridades y de la opinión pública hacia la aplicación del derecho de asilo por una parte de las embajadas y legaciones extranjeras se manifestaba tras el descubrimiento, entre otros episodios, de las presuntas actividades de espionaje del barón Jacques de Borchgrave, encubiertas por la Embajada de Bélgica, o el hallazgo de armas y explosivos tras el asalto a la Embajada de Finlandia, clima en el que se enmarcan varios graves casos de represión ilegal, como el atribuido a la existencia del túnel de Usera.
El derecho de asilo era ejercido por numerosas embajadas y consulados que abrieron sus puertas a miles de refugiados amenazados por el estallido de la revolución social: 

Bastantes países extranjeros —con la excepción, alegando motivos diversos, de Rusia, EE.UU. e Inglaterra— con embajadas y consulados en España decidieron prestar acogida a algunas personas amenazadas o perseguidas en Madrid a causa de su ideología (no siempre derechista) y cuyo destino iba a ser la cárcel y/o la muerte violenta

Según Torres, a finales de 1937 la labor humanitaria de búsqueda de desaparecidos por parte del cuerpo diplomático había conseguido dar con el paradero de 388 personas e investigado, aunque sin finalizar con éxito, la suerte de otras 165.
En enero de 1937 fue procesado uno de los empleados de la embajada de Finlandia implicado en la organización de una falsa operación de evacuación de un grupo de refugiados en octubre de 1936 que terminó en la desaparición de todos ellos. Un mes antes, a principios de diciembre de 1936, el general Miaja ordenó el cierre de la falsa Embajada de Siam tras conocerse su existencia y donde habían sido detenidos varias decenas de antirrepublicanos que posteriormente fueron asesinados por la denominada «Brigada del Amanecer».

## La noticia de los asesinatos enLa Vanguardiaen agosto de 1939
El 25 de agosto de 1939 La Vanguardia (entonces La Vanguardia Española) publica la siguiente noticia:

Los grandes crímenes de los rojos.
Aparecen los cadáveres de las víctimas inmoladas en la expedición llamada del marqués de Fontalba
Madrid, 24. — El Juzgado militar que instruye la causa general de Madrid estuvo en el barrio de Usera y ordenó hacer unas excavaciones. Con ellas se consiguió poner al descubierto una inmensa zanja, que estaba tapada con tierra removida y en la que han aparecido muchos cadáveres sin ataúd, medio desnudos, muchos de ellos con las manos atadas a la espalda.
 Se trata de las víctimas de la llamada expedición del marqués de Fontalba. Los rojos emplearon ese ardid para asesinar a lo más relevante de la aristocracia y de las finanzas madrileñas. Aprovechando la existencia del túnel que hoy ha puesto al descubierto el Juzgado, por medio de un agente del S.I.M., hicieron creer que era un camino de paso a las trincheras nacionales. De este modo salieron de Madrid y fueron asesinados en el trágico túnel el marqués de Fontalba y su hijo Pepe Hoces y Cubas, de 20 años; dos hijos del marqués de Urquijo, don Estanislao y don Santiago; el marqués de Peramán; don Fernando Díaz de Mendoza, marqués de Fontanar, hijo del glorioso actor; el señor Navarrete, hermano del ex director del Banco Español de Crédito; los cinco hermanos Méndez y González Valdés; don José Duque de Estrada y Moreno, decimotercero marqués de Casa Estrada, hijo de la marquesa de Villaparies, de la aristocracia sevillana, joven e impetuoso propagandista de la Causa nacional, afiliado al grupo albiñanista; el fiscal del Tribunal de Casación de Cataluña, señor González Prieto, y su hijo; el señor García Conde, hermano del actual embajador de España en Roma; el señor Covián y Frera, hermano del actual presidente de la Sala de lo Civil de la Audiencia Territorial de Madrid; don Daniel Bonilla Sanmartín; un canónigo madrileño, y tantas otras personalidades que cayeron víctimas del crimen más alevoso e indignante que se puede concebir.
Casi todos los que huyeron lo hicieron con sus alhajas y cuanto pudieron poner a salvo, pues se les garantizaba el paso de todo. Abandonaron las Embajadas, donde estaban refugiados, en ambulancias de la Cruz Roja, y ya no se supo más de ellos hasta ahora.

## La instrucción de la Causa General
La Causa General se ocupó de los hechos en el capítulo X de su acta de acusación titulada Ejército Rojo, nombre con el que se denominaba al Ejército Popular Republicano, atribuyendo su responsabilidad a una de sus unidades:

(...)Los mandos de esta misma Unidad roja, de acuerdo con organismos comunistas de la capital, cometieron en el sector que guarnecía la 36 Brigada los asesinatos y expoliaciones conocidos por «Crímenes del Túnel de la Muerte», que se relatan por separado.
Capítulo X, Causa General en causageneral.org

Más adelante, la instrucción, con su particular lenguaje según señala Rafael Torres, proporciona un relato de las circunstancias y una versión de los hechos:

A fines del mes de octubre de 1937 los Mandos militares y el Comisariado Político de la 36 Brigada roja, que guarnecía el sector del barrio de Usera, en las afueras de la capital, puestos de acuerdo con la organización comunista madrileña, urdieron una maniobra consistente en atraer a dicho sector a cuantas personas, preferentemente adineradas, pudieron reunir, haciéndoles creer que iba a serles facilitada la evasión a la zona nacional; con el designio por parte de los comunistas de asesinar a dichas personas y apoderarse de cuanto dinero y objetos de valor llevasen consigo, a cuyo efecto se les instaba para que, aprovechando las condiciones de seguridad y comodidad que había de ofrecer su evasión, llevasen encima cuanto dinero y alhajas poseyesen.

Dirigió estas actividades, de acuerdo con los mandos de la 36 Brigada, un comunista, titulado Comandante del Ejército rojo, apellidado Durán, y sirvió de agente provocador un Capitán del mismo Ejército, apellidado Cabrera, que, fingiéndose afecto a la causa nacional y recurriendo a varios engaños, atrajo al sector de Usera, en varias expediciones, a numerosas personas, la mayoría de las cuales habían sido extraídas de las Embajadas y Legaciones extranjeras, donde se hallaban refugiadas, temerosas de la anarquía imperante en Madrid. Todas estas personas son asesinadas y despojadas, quedando sepultados sus cadáveres en un lugar próximo a la línea de fuego, donde fueron hallados e identificados al ser liberada la capital de España por el Ejército nacional. Al llegar las expediciones, conducidas en automóvil por los agentes provocadores y sus enlaces, al sector de Usera y apearse de los coches las víctimas, eran conducidas a un chalet que servía de oficina al jefe de Información de la Brigada, que era el propio Cabrera, que personalmente había llevado la provocación, convenciendo en Madrid a las víctimas y preparando las expediciones. Ya dentro de dicho chalet, las víctimas eran interrogadas y maltratadas en presencia del Comandante del 142 Batallón, Juan Ruiz Llamas, y de varios oficiales y milicianos incondicionales del mando rojo; a continuación, los detenidos eran despojados de todo su dinero y alhajas, y asesinados junto a las tapias del edificio, siendo enterrados, amontonados, en unas fosas, preparadas al efecto en aquel mismo lugar. El dinero y objetos de valor eran recogidos y trasladados a Madrid por los agentes comunistas. Se tienen noticias de ocho expediciones realizadas en esta forma, cuyos componentes fueron todos asesinados.
En dictamen emitido en 28 de octubre de 1939 por los doctores Piga y Aznar, en representación de la Escuela de Medicina Legal de la Universidad de Madrid, se consigna que de los 67 cadáveres exhumados después de la liberación de Madrid, en las fosas de Usera, la mayoría habían muerto a consecuencia de disparos de arma de fuego, si bien algunos de ellos presentaban síntomas de asfixia o de estrangulación, apareciendo uno de los cadáveres con el cuello rodeado con una cuerda en forma de lazo; casi todas las víctimas presentaban las manos fuertemente atadas. De estos cadáveres, 36 han podido ser identificados por los respectivos familiares. Se acompaña fotografía de dos de las víctimas exhumadas. (Documento número 12.)
Han podido ser determinados por diversos medios los nombres de las siguientes víctimas de la provocación comunista relatada, cuyo asesinato, precedido de robo, realizó, durante los últimos días de octubre y mes de noviembre de 1937, la 36 Brigada Mixta del Ejército del Frente Popular:
D. Carlos de Garnica y Sandoval, D. José Garnica y Zapatero, D. Angel Méndez y González Valdés y sus cuatro hermanos, D. Ignacio, D. Félix, D. Jesús y D. José ; D. Rafael Lucio-Villegas Escudero, D. Ambrosio Espinosa Rodríguez, D. Enrique Covián y Frera, D. José Ramón García Conde y Menéndez, D. José María Navarrete del Salar, D. Serafín Sánchez Pindado y D. Ismael Rodríguez Orduña (ambos sacerdotes), D. Manuel González Quevedo, D. Alfonso Dalmau Alecha, D. José Antonio Ateiza Areños, D. Pablo Vázquez Lázaro, D. Joaquín Gil Ruano, D.' Nicolasa Sánchez Pindado, D. Dionisio Celestino Martín Sánchez, D. Laureano Miró Barbany, D. Luis Miró Barbany, D. Joaquín Lopetedi Miró, D. Manuel de la Dehesa Fuentecilla, D. Alfonso Solance Beunza, D. Emilio Campos Burón, D. Domingo Delgado Sánchez, D. Eusebio Orgaz Berzocana, D. Manuel Toll Mesía, D. Estanislao Urquijo Landecho, D. Santiago Urquijo Landecho, don Fernando González Prieto y su hijo D. Fernando González Ledesma, D. Valero Ribera Ridaura, D. Francisco de Cubas y Erice (Marqués de Fontalba) y su nieto D. José de Hoces y Cubas, D. Isidoro Uceda Cano, D. Fernando Díaz de Mendoza y Serrano (Marqués de Fontanar), D. Luis Sangil Coronal (Marqués de Peramán), D. Antonio Sánchez Hermida, D. Ramón Ibarra Uriarte, D. Manuel Landecho y Velasco, D. Antonio Robles Rodríguez, D. Antonio Arroque Ibarra, don Luis Vegas Pérez, D. José Duque de Estrada y Moreno, D. Antonio Bonilla San Martín, D. Santiago Prieto y Prieto, D. Fernando Rodríguez Orduña, D. José Rodríguez Orduña, D. Francisco Rubio Janini, D. Gerardo Aparicio Gordo, D. Jorge Manteola, D. Francisco Tejero del Barrio, D. Francisco Martín Gil, D. Manuel Navas Aguirre, D. Juan Antonio Sanz Pinilla, D.ª Natividad Delgado Sánchez, D. Rodrigo Delgado Sánchez, D. José González Quevedo, D. Antonio Quiles Sanz y un señor apellidado Souceda.

Antes de su asesinato, las víctimas de cada expedición solían permanecer detenidas, durante cuatro o cinco días, en un sótano del referido chalet del barrio de Usera, siendo sometidas durante su secuestro a constantes interrogatorios, acompañados de martirios. Un reloj de oro perteneciente a una de las víctimas fue hallado por las Autoridades nacionales en poder de uno de los asesinos, llamado Gregorio Caballero.
Capítulo X, Causa General en causageneral.org

## Las víctimas
Entre los asesinados había varios aristócratas, como los hermanos Estanislao y Santiago Urquijo Landecho, hijos del tercer marqués de Urquijo, Estanislao de Urquijo Ussía, el marqués de Cubas Francisco de Cubas y Erice y su nieto José de Hoces y Cubas, el marqués de Fontanar Fernando Díaz de Mendoza y Serrano o el marqués de Peramán Luis Sangil Coronel.

## La justicia franquista: el caso Justo López de la Fuente
Tras la Guerra Civil, López de la Fuente continuó la lucha contra el régimen franquista desde el exilio que circunstancialmente le llevó a la Unión Soviética donde durante la Segunda Guerra Mundial se distinguió como guerrillero, siendo condecorado cuatro veces.
A mediados de los años 1960, veterano militante, admirado entre sus compañeros por su pasado militar, es encargado del aparato de propaganda del PCE en Madrid tras el relevo de Antonio Montoya.
El lunes 26 de abril de 1964, tras haber sido sometidos a vigilancia, es arrestado junto con otros 11 miembros del PCE entre los que se encuentran José Sandoval Morís y Luis Antonio Gil López, miembros del Comité Central del PCE conocido como la troika, y José Daniel Lacalle Sousa, intelectual e ingeniero, hijo del por entonces Ministro del Aire.
A pesar del golpe a la estructura del PCE, la oleada de huelgas que venían produciéndose desde 1963 en el sector de la minería de Asturias no se detuvo y al contrario, estas se extendieron pocas semanas después a Vizcaya y, en junio de 1964, a Guipúzcoa. En septiembre nacieron las Comisiones Obreras en Madrid y Barcelona y se declaró huelga en Pegaso.
Mientras tanto, el nombre de Justo López de la Fuente aparece en la Causa General y es separado del expediente que abre el proceso del resto de los detenidos. El proceso, celebrado dos años después del polémico caso de Julián Grimau, se desarrolló sin gran publicidad en los medios de comunicación del país, bajo el control del Ministerio de Información de Manuel Fraga Iribarne, pero no evitó una nueva campaña de protestas contra su posible condena a muerte desde sectores de la opinión pública internacional. En el caso de Francia, la campaña a favor de la amnistía de López de la Fuente fue promovida desde los medios del Parti Socialiste Unifié (PSU).
Entre otras muestras de apoyo, destacó la de Dolores Ibárruri que llegó a ofrecerse a regresar a España como testigo para declarar en su favor durante la vista, estableciendo contactos con el Ministerio de Asuntos Exteriores que no fructificaron. Finalmente, la sentencia a López de la Fuente fue conmutada por la de reclusión.
Enfermo de cáncer, la negativa del gobierno franquista a concederle cualquier gracia le llevó a expirar en la prisión de Soria el 1º de mayo de 1967, 3 años después de su detención.
En 1969, con ocasión del 30.º aniversario del final oficial de la Guerra Civil, el régimen de Francisco Franco acordó la prescripción de las responsabilidades penales por delitos, según las definiciones de las autoridades, cometidos con anterioridad al 1 de abril de 1939. Esta normativa, fue complementada por iniciativa de los gobiernos de la Transición Española mediante la promulgación de la Ley de Amnistía 46/1977 del 15 de octubre, ratificada por las Cortes.